# Hohenbergia lemei
Hohenbergia lemei là một loài thực vật có hoa trong họ Bromeliaceae. Loài này được H.Luther & K.F.Norton mô tả khoa học đầu tiên năm 2004.